# Блакитний хребет
Блакитний хребет (англ. Blue Ridge Mountains) — ланцюг гірських хребтів і масивів на сході США, вздовж південно-східної околиці Аппалачів. Піднімається над плато Підмонт.
Протяжність гір становить понад 1000 км. Найвища вершина — гора Мітчелл (2037 м). Гори складені метаморфічними породами. На схилах ростуть широколисті і хвойні ліси, в міжгірських западинах і улоговинах — луки.

## Історія
Англійці, які поселилися у Вірджинії на початку XVII століття зафіксували назву гір «Quirank» мовою індіанців-повхатан. Біля підніжжя хребта тоді мешкали племена манахокі, шауні та ірокези. У 1669 році дослідник Джон Ледерер першим досяг вершини хребта, і повторив це сходження наступного року. Він також записав назву хребта мовою індіанців сіу — «Ahkonshuck».
Між 1718 і 1722 роками губернатор Александер Спотсвуд уклав декілька договорів з ірокезами, згідно з якими ірокези поступилися колонії Вірджинія землі на південь від річки Потомак і на схід від Блакитного хребта. З цього моменту хребет став кордоном між європейськими колоніями і територією індіанців. У 1730-х роках колоністи почали порушувати договір, переходити Блакитний хребет і селитися в долині Шенандоа, що викликало невдоволення індіанців. Згодом індіанці продали свої права на долину Шенандоа — це було юридично оформлено Ланкастерською угодою 1744 року.
Під час громадянської війни в США Блакитний хребет мав важливе стратегічне значення. Він дозволяв приховано перекидати війська по долині Шенандоа — з Вірджинії в Меріленд і навпаки. В ході Геттісбурзької кампанії генерал Лі, контролюючи ущелини Блакитного хребта, зумів непомітно перемістити Північновірджинську армію з Вірджинії в Пенсільванію.

## Географія

### Міста
Найбільшим містом, розташованим у горах Блакитного хребта, є Роанок на південному заході Вірджинії. Інші відомі міста в горах Блакитного хребта включають Шарлоттсвіль, Фредерік, Гейґерстаун, Чемберсбург, Ешвілл, Джонсон-Сіті та Лінчбург.